# قمة الأمن النووي لعام 2012
قمة الأمن النووي لعام 2012 عُقدت في مركز كويكس للمؤتمرات والمعارض في مدينة سول، كوريا الجنوبية، في 26 و27 مارس عام 2012. كانت هذه المرة الثانية التي يعقد فيها المؤتمر بعد قمة الأمن النووي لعام 2010.
ناقشت سلسلة القمة الإجراءات التعاونية الدولية لحماية المواد والمنشآت النووية من الجماعات الإرهابية. شارك فيها 58 من قادة العالم من 53 دولة وأربع منظمات دولية، بما في ذلك الأمم المتحدة والوكالة الدولية للطاقة الذرية والاتحاد الأوروبي ومنظمة الشرطة الجنائية الدولية (الإنتربول). من القضايا الرئيسية التي نوقشت:
- تدابير تعاونية لمكافحة خطر الإرهاب النووي
- حماية المواد النووية والمرافق ذات الصلة
- منع الاتجار غير المشروع بالمواد النووية

ناقش القادة في القمة تهديدات الإرهاب النووي والاستعداد للأمن النووي. استعرضوا أيضًا تنفيذ الاتفاقيات والالتزامات الطوعية. ثم ركز القادة على قضايا الأمن النووي الرئيسية، والتي طُرح أغلبها في قمة واشنطن، مثل تقليل وإدارة اليورانيوم عالي التخصيب، وإبرام اتفاقيات الأمن النووي، وتعزيز أمن المعلومات والنقل، ودور الوكالة الدولية للطاقة الذرية، ومنع الاتجار النووي غير المشروع، وثقافة الأمن النووي، والتعاون والمساعدة الدوليين.
في أعقاب كارثة فوكوشيما النووية في مارس عام 2011، أضافت كوريا قضايا جديدة تتعلق بواجهة الأمن الإشعاعي والأمن والسلامة النووية إلى برنامج الكوارث الطبيعية الذي وُضع منذ الحرب العالمية الثانية (1939-45) والحرب الكورية (1950-1953). ركزت قمة واشنطن على الإرهاب النووي عبر أسلحة الدمار النووية، معتبرتها أكبر تهديد للأمن الدولي بعد هجمات 11 سبتمبر في مدينة نيويورك عام 2001، وتفجيرات محطة القطارات في 11 مارس في مدريد عام 2004، وتفجيرات لندن في 7 يوليو عام 2005. ناقشت قمة سول للأمن النووي لعام 2012 طرق الحماية من العبوات الناسفة وتخريب المنشآت النووية.
عارضت بعض الدول البندين الجديدين قائلة إنهما سيحرفان القمة عن هدفها.

## خلفية
عُقدت أول قمة للأمن النووي في واشنطن العاصمة، في الولايات المتحدة الأمريكية في 12-13 أبريل عام 2010. دعا الرئيس الأمريكي باراك أوباما، الذي اقترح عقد قمة الأمن النووي في خطابه في براغ في أبريل عام 2009، دعا 47 رئيسًا من رؤساء الحكومات والدول وثلاثة ممثلين عن المنظمات الدولية. في خطاب براغ، أعلن الرئيس أوباما عن رؤيته لـ«عالم خالٍ من الأسلحة النووية» واقترح الأمن النووي ضمن الأهداف الاستراتيجية الثلاثية لهذه الرؤية بالإضافة إلى نزع السلاح النووي وعدم انتشار الأسلحة النووية. أعلن الرئيس أوباما عن هدف الأمن النووي الذي يتمثل بحماية جميع المواد النووية الخطرة في جميع أنحاء العالم في غضون أربع سنوات.
خلال قمة واشنطن، اقترح الرئيس أوباما أن تكون كوريا بلد استضافة القمة الثانية، وتم قبولها.

## الجدول الزمني والبرنامج
بعد حفل الاستقبال، في 27 مارس، أُجريت جلسة صباحية، وجلسة غداء عمل وجلسة بعد الظهر.
كان برنامج كل جلسة على النحو التالي: 1. مارس (الاثنين) -عشاء عمل: استعراض التقدم المحرز منذ قمة واشنطن لعام 2010 2. 27 مارس (الثلاثاء) -الجلسة العامة الأولى: التدابير الوطنية والتعاون الدولي لتعزيز الأمن النووي، بما في ذلك الالتزامات المستقبلية -غداء عمل: واجهة الأمن والسلامة النووية -الجلسة العامة الثانية: التدابير الوطنية والتعاون الدولي لتعزيز الأمن النووي، بما في ذلك الالتزامات المستقبلية.

## بيان سول
اعتمد بيان سول على الأهداف والتدابير المنصوص عليها في بيان واشنطن لعام 2010 لتحديد 11 مجالًا ذا أولوية وأهمية في الأمن النووي وتقديم إجراءات محددة في كل مجال.
المجالات الـ11 هي كما يلي: هيكل الأمن النووي العالمي؛ دور الوكالة الدولية للطاقة الذرية؛ المواد النووية؛ المصادر المشعة؛ الأمن والسلامة النووية؛ أمن النقل؛ مكافحة الاتجار غير المشروع؛ الطب الشرعي النووي؛ ثقافة الأمن النووي؛ أمن المعلومات؛ والتعاون الدولي.
يحدد بيان سول الإجراءات المحددة التالية في المجالات الـ11 المذكورة أعلاه:
- التخلص من اليورانيوم عالي التخصيب الذي لم يعد قيد الاستخدام
- الحد من استخدام اليورانيوم عالي التخصيب
- تشجيع الإعلانات التطوعية بحلول نهاية عام 2013 حول الإجراءات اللازمة للحد من استخدام اليورانيوم عالي التخصيب
- تشجيع الجهود الدولية لتطوير وقود اليورانيوم منخفض التخصيب عالي الكثافة بهدف استبدال وقود اليورانيوم عالي التخصيب في المفاعلات النووية للأبحاث ومرافق إنتاج النظائر الطبية.
- السعي لتطبيق اتفاقية الحماية المادية للمواد النووية المعدلة لعام 2005 بحلول عام 2014
- الترحيب بالمؤتمر الدولي الذي نظمته الوكالة الدولية للطاقة الذرية عام 2013 لتنسيق أنشطة الأمن النووي
- تشجيع تقديم التبرعات لصندوق الأمن النووي التابع للوكالة الدولية للطاقة الذرية
- تطوير خيارات للسياسات الوطنية بشأن إدارة اليورانيوم عالي التخصيب ضمن إطار عمل الوكالة الدولية للطاقة الذرية
- تشجيع الإجراءات الوطنية والتعاون الدولي لمنع الإرهاب الإشعاعي
- تعزيز الحماية المادية للمنشآت النووية وتعزيز قدرات الاستجابة للطوارئ في حالة الحوادث الإشعاعية مع المعالجة الشاملة لمشاكل الأمن النووي والسلامة النووية
- تعزيز إدارة الوقود النووي المستهلك والنفايات المشعة
- تعزيز حماية المواد النووية والمصادر المشعة أثناء النقل
- التشجيع على إنشاء نظام لإدارة ومراقبة هذه المواد بفعالية على المستوى الوطني
- منع الاتجار غير المشروع بالمواد النووية
- تعزيز القدرات التقنية للبحث عن المواد النووية التي يتم الاتجار بها بصورة غير مشروعة وكشفها، وتشجيع تبادل المعلومات حول الأشخاص الضالعين في هذه الأنشطة عبر التعاون مع الإنتربول
- بناء قدرات الطب الشرعي النووي لتحديد مصدر المواد النووية التي يتم الاتجار بها بشكل غير مشروع
- تشجيع إنشاء مراكز الامتياز للتدريب والتوعية في مجال الأمن النووي، ودعم أنشطة التشبيك بين هذه المراكز
- تعزيز ثقافة الأمن النووي
- تشجيع مشاركة الصناعة والأوساط الأكاديمية ووسائل الإعلام والمنظمات غير الحكومية والجهات الفاعلة المدنية الأخرى في المناقشات حول الأمن النووي
- تعزيز حماية المعلومات الحساسة المتعلقة بالأمن النووي وتعزيز الأمن السيبراني في المنشآت النووية
- تعزيز التعاون الدولي، مثل تقديم المساعدة للبلدان لتعزيز قدرات الأمن النووي الوطنية عند الطلب
- استضافة قمة الأمن النووي في هولندا لعام 2014

يوفر بيان سول جداول زمنية هامة للنهوض بأهداف الأمن النووي، مثل السنة المستهدفة (نهاية عام 2013) للدول للإعلان عن إجراءات تطوعية للحد من استخدام اليورانيوم عالي التخصيب والسنة المستهدفة (2014) لتطبيق اتفاقية الحماية المادية للمواد النووية المعدلة. يعكس هذا البيان الحاجة إلى معالجة كل من قضايا الأمن النووي والسلامة النووية بطريقة مترابطة بهدف استخدام الطاقة النووية بطرق سلمية ومستدامة. يؤكد أيضًا على الحاجة إلى تعزيز حماية الوقود النووي المستهلك والنفايات المشعة. يحدد البيان أيضًا تدابير محددة لمنع الإرهاب الإشعاعي، وهي قضية تم التطرق إليها بشكل وجيز في قمة واشنطن.